# NGC 3682
NGC 3682 é uma galáxia espiral (S0-a) localizada na direcção da constelação de Draco. Possui uma declinação de +66° 35' 27" e uma ascensão recta de 11 horas, 27 minutos e 41,3 segundos.
A galáxia NGC 3682 foi descoberta em 6 de Abril de 1793 por William Herschel.